# Ексальтасьйон-де-ла-Крус
Округ Ексальтасьйон-де-ла-Крус (ісп. Exaltación de la Cruz) — адміністративно-територіальна одиниця 2-ого рівня у провінції Буенос-Айрес в центральній Аргентині. Адміністративний центр округу — Капілья-дель-Сеньйор (ісп. Capilla del Señor).
Населення округу становить 29805 осіб (2010). Площа — 662 кв. км.

## Історія
Округ заснований у 1785 році.

## Населення
У 2010 році населення становило 29805 осіб. З них чоловіків — 14923, жінок — 14882.

## Політика
Округ належить до 2-ого виборчого сектору провінції Буенос-Айрес.